# Комсомольская улица (Самара)
Комсомо́льская у́лица — расположена в историческом центре города Самара.
Начинается от набережной и заканчивается улицей Молодогвардейской. Пересекается с улицами Максима Горького, Водников, Алексея Толстого, Степана Разина, Куйбышева, Фрунзе и Чапаевской. Проходит между улицей Крупской и улицей Пионерской.

## Этимология годонима
Улица несколько раз меняла название. Впервые известна как Пробойный переулок, далее называлась Павловской, Воскресенской и Успенской (с 1870-х по 1923 г.).

## Здания и сооружения

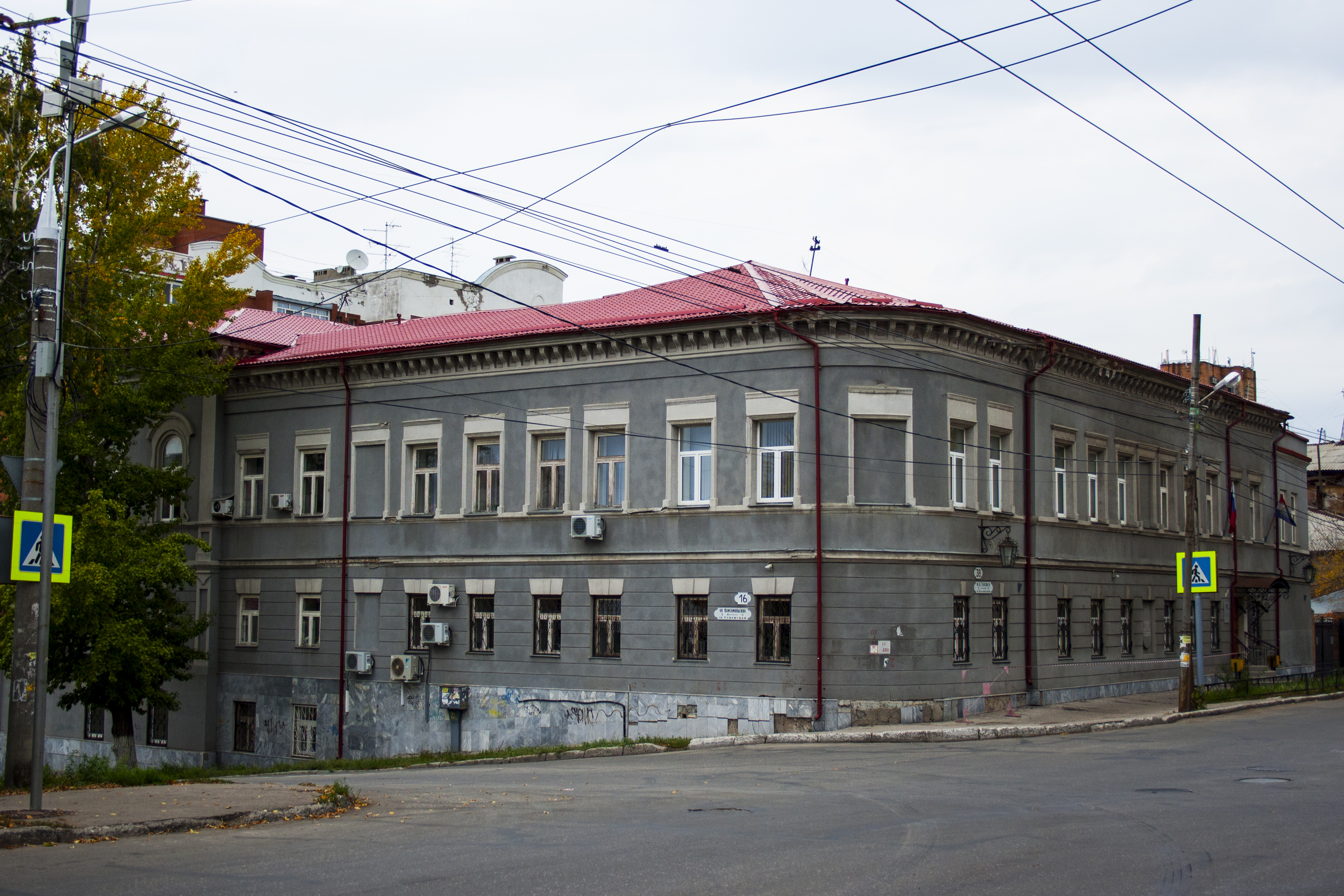
Перекрёсток улиц Комсомольской и Алексея Толстого

На углу улиц Преображенской (теперь — Водников) и нынешней Комсомольской в 1828 году была построена каменная церковь Успения по проекту известного в Поволжье архитектора М. П. Коринфского. До наших дней не сохранилась.

### Чётная сторона
- № 4а — Самарское художественное училище им. К.С. Петрова-Водкина[2]
- № 16 — Министерство образования и науки Самарской области[3] Здание бывшей женской гимназии. Памятник архитектуры 19-го века. Объект культурного наследия № 6310012000.[4]
- № 36 (на углу ул. Алексея Толстого) — дом построен в середине XIX века. В списках объектов культурного наследия обозначен как «дом почётного гражданина А. Н. Щёлокова». Второй этаж дома обшит тёсом, который имитирует рустовку. Этот приём помог стилизовать деревянный этаж под кирпичный[5][6].

### Нечётная сторона
- № 45 — здание, известное как дом мещан Вырыпаевых. В этом доме с 1915 г. жил Ф. Венцек [1].

## Почтовые индексы
- 443099